# 建設科
建設科（けんせつか）は、高等学校、専修学校、短期大学あるいは職業訓練施設において、建設の基本的な知識・技術あるいは技能を修得させる学科あるいは訓練科。
建設科を設置している施設では、建築科と土木科の内容を併せ持っていることが多いが、実質的に土木科である場合もある。「建設工学科」「建設システム科」などとも呼ばれる。
高等学校の工業科の専門科目のうち、「建設設計製図」、「建築構造」、「建築施工」、「建築構造設計」、「設備計画」、「建築法規」、「土木施工」や「建築実習」、「土木実習」などを中心に学習し、建設力学、建築材料および環境等の基礎基本を学ぶ。
2級建築施工管理技士の受験資格は、建設業法第27条に基づき、建築に関する実務経験を大学若しくは高等専門学校等の指定学科以外の場合は4年6ヶ月以上、高等学校の指定学科以外の場合は11年6ヶ月以上で発生する。
また、労働安全衛生法等の関係で小型車両系建設機械運転特別教育修了証を取得できる。

## おもな設置施設
- 千葉県立東総工業高等学校#建設科
- 道都大学短期大学部
- 神奈川県立磯子工業高等学校
- 神奈川県立神奈川工業高等学校
- 神奈川県立小田原城北工業高等学校
- 神奈川県立向の岡工業高等学校
- 名古屋環境建設専門学校 緑化デザイン科, 環境建設科
- 岐阜県立岐阜工業高等学校 環境建設科→建設工学科
- 千葉県立京葉工業高等学校 建設科 (土木コース 建築コース)
- 愛知県立愛知総合工科高等学校
- 中央工学校 土木建設科
- 八戸工業大学第一高等学校 環境建設科
- 群馬県立利根実業高等学校 環境建設科
- 福井県立大野東高等学校 情報・建設科 (情報コース・建設コース）
- 山梨県立谷村工業高等学校
- 栃木県立真岡工業高等学校
- 栃木県立那須清峰高等学校 建設工学科
- 北海道留萌千望高等学校 建設科→電気・建築科へ
- 福島県立喜多方桐桜高等学校
- 千葉県立成田西陵高等学校 環境建設科
- 北九州職業能力開発短期大学校 - 専門課程居住システム系建設科（旧北九州職業訓練短期大学校専門課程建設科
- 北海道小樽工業高等学校
- 群馬県立桐生工業高等学校
- 高知県立安芸桜ケ丘高等学校 環境建設科
- 北海道北見工業高等学校
- 鳥取県立倉吉工業高等学校 環境建設科
- 千葉県立成田西陵高等学校 環境建設科
- 埼玉県立いずみ高等学校 環境建設科（他に環境デザイン科　環境サイエンス科）
- 高知県立宿毛工業高等学校 建設科 (土木専攻; 建築専攻)
- 東京都立小石川工業高等学校
- 川内技術開発センター短期課程：総合建設科
- 宮崎県立都城工業高等学校 建設システム科
- 山形県立新庄神室産業高等学校 建設システム科
- 舞鶴工業高等専門学校 建設システム科
- 北海道職能大 建設システム科
- 青森県立青森高等技術専門校
- 富山県立南砺総合高等学校 全日制課程
- 大阪府職業能力開発協会
- 釜石職業訓練協会短期訓練
- 北見工業高等学校
- 彦根工業高等学校
- 新潟工科専門学校NIT　都市環境建設科
- 島根県浜田高等技術校
- 徳島県立貞光工業高等学校
- 九州測量専門学校 土木建設科
- 三田建設技能研修センター 建設科 (鉄筋施工総合コース, 鉄筋施工図作成コース）
- 兵庫県立豊岡総合高等学校 環境建設工学科
- 日本工学院八王子専門学校 土木建設科
- 群馬県立桐生工業高等学校
- 秀岳館高等学校 建設工業科 (テクニカルコース, クラフトコース)
- 長崎県立大村工業高等学校 建設工業科
- 筑紫台高等学校 建設工業科
- 尚志館高等学校 建設工業科
- 埼玉県立玉川工業高等学校 建設技術科
- 広島市立広島工業高等学校 建設技術科